# WrestleMania 36
WrestleMania 36 foi o 36º evento pay-per-view (PPV) de luta profissional anual da WrestleMania e evento de transmissão ao vivo produzido pela WWE. Foi realizado para lutadores das divisões de marca Raw, SmackDown e NXT da promoção. Devido à pandemia de COVID-19, o evento foi filmado nos dias 25 e 26 de março de 2020, no WWE Performance Center em Orlando, Flórida, e foi transmitido como um evento de duas noites nos dias 4 e 5 de abril. O evento foi transmitido em duas noites e também foi ao ar em atraso de fita. No pay-per-view, as duas produções foram vendidas como shows individuais, com ambos disponíveis como um pacote. O jogador da National Football League (NFL), Rob Gronkowski, foi o anfitrião do evento.
O evento foi originalmente programado para ocorrer apenas em 5 de abril de 2020, no Raymond James Stadium em Tampa, Flórida, e iria ao ar ao vivo. Em meados de março, toda a programação da WWE foi transferida para as instalações de treinamento do Performance Center devido à pandemia de COVID-19, sem público e apenas com a presença de funcionários essenciais. A WrestleMania 36 foi o primeiro grande evento de wrestling profissional a ser afetado pela pandemia e, por sua vez, é a única edição da WrestleMania a não apresentar uma multidão ao vivo. Aproveitando o formato, duas lutas cinematográficas - uma "partida Boneyard" e uma "partida Firefly Fun House" - foram filmadas fora do local em um estilo cinematográfico atípico. Em junho, a Flórida suspendeu as restrições à participação de espectadores pagos em eventos esportivos com a WrestleMania 37 do ano seguinte transferida para o Raymond James Stadium; A WrestleMania 37, por sua vez, adotou muito do marketing com tema bucaneiro originalmente usado para a WrestleMania 36, incluindo um logotipo semelhante.
O card continha 18 partidas que foram divididas entre as duas noites, incluindo uma partida no pré-show do Kickoff de cada noite e uma luta preliminar na segunda noite. No evento principal do show na Noite 1, The Undertaker, retornando parcialmente ao seu personagem "American Bad Ass" pela primeira vez em mais de 16 anos, derrotou AJ Styles em uma luta Boneyard, que mais tarde foi revelada como a luta final de Undertaker, enquanto na partida final do Performance Center, que foi a partida principal do SmackDown, Braun Strowman derrotou Goldberg para ganhar o Campeonato Universal. Em outras partidas importantes, Becky Lynch derrotou Shayna Baszler para reter o Campeonato Feminino do Raw, e Kevin Owens derrotou Seth Rollins em uma luta sem desqualificação. No evento principal na Noite 2, que foi a luta principal do Raw, Drew McIntyre derrotou Brock Lesnar para ganhar o Campeonato da WWE, após o que ocorreu uma luta preliminar improvisada na qual McIntyre reteve o título contra Big Show, qque foi exibido no episódio de 6 de abril do Raw. Na penúltima luta, "The Fiend" Bray Wyatt derrotou John Cena em uma luta Firefly Fun House. Em outras lutas importantes, Edge derrotou Randy Orton em uma luta Last Man Standing, que foi a primeira luta individual de Edge desde abril de 2011, e na luta de abertura, Charlotte Flair derrotou Rhea Ripley para ganhar o Campeonato Feminino do NXT pela segunda vez, que foi a primeira e até agora única vez que um campeonato NXT foi defendido em uma WrestleMania.

## Produção

### Conceito
A WrestleMania é considerada o principal evento da WWE, tendo sido realizada pela primeira vez em 1985 . É o evento de luta livre profissional mais antigo da história e acontece anualmente entre meados de março e abril. Foi o primeiro dos quatro pay-per-views originais da WWE, que incluem Royal Rumble, SummerSlam e Survivor Series, apelidados de "Big Four". A WrestleMania é classificada como a sexta marca esportiva mais valiosa do mundo pela Forbes, e foi descrita como o Super Bowl do entretenimento esportivo. A WrestleMania 36 foi a quarta WrestleMania a ser realizada no estado da Flórida (após XXIV, XXVIII e 33 ). O evento contou com lutadores das divisões Raw e SmackDown, bem como NXT - embora alguns lutadores do NXT tenham aparecido na batalha real anual da WrestleMania, esta foi a primeira WrestleMania a promover a marca, após a NXT se tornar uma das três principais marcas da WWE em Setembro de 2019. O ex- jogador da National Football League (NFL) Rob Gronkowski, que recentemente assinou com a WWE, foi anunciado como o anfitrião da WrestleMania 36. Gronkowski apareceu pela última vez para a WWE durante o pré-show da WrestleMania 33 em 2017.
As partes 1 e 2 da WrestleMania 36 foram vendidas como pay-per-views individuais, com ambas disponíveis como um pacote. Pela primeira vez, a WWE anunciou que também iria oferecer o PPV como uma compra digital nos Estados Unidos via FITE TV e o aplicativo Fox Sports (como uma extensão das transmissões da Fox do SmackDown). A ESPN, que normalmente não transmite a programação da WWE, exibiu reprises das edições anteriores da WrestleMania durante os preparativos para o evento. " Blinding Lights " do The Weeknd foi a música tema oficial do evento.

#### Impacto da pandemia do COVID-19
O evento aconteceria originalmente no Raymond James Stadium em Tampa somente em 5 de abril de 2020 e iria ao ar ao vivo. Como resultado da pandemia do COVID-19, outras promoções de luta livre começaram a cancelar ou adiar seus shows em uma tentativa de prevenir a propagação do vírus COVID-19. Isso se tornou verdade depois que a National Basketball Association suspendeu sua temporada depois que dois de seus jogadores testaram positivo para COVID-19, o que causou um enorme efeito cascata, efetivamente fechando a vasta maioria do mundo dos esportes em cinco dias. Ao falar com o Tampa Bay Times sobre como esse surto pode afetar a WrestleMania 36, a diretora de marca da WWE, Stephanie McMahon, disse: "A saúde e a segurança não apenas de nossa base de fãs, mas também de nossas estrelas, realmente vêm em primeiro lugar. . . Não queremos colocar ninguém em uma situação ruim, nunca, independentemente das circunstâncias. Esses não são riscos que vale a pena correr. " O vice-presidente executivo de eventos especiais da WWE, John Saboor, observou ainda que eles monitoravam constantemente os eventos globais. Uma reunião foi realizada por funcionários de Tampa em 12 de março para determinar o destino da WrestleMania 36; foi decidido que o evento continuaria conforme planejado, exceto que a situação não piorasse em uma semana. O comissário do condado de Hillsborough, Les Miller, afirmou ainda que se a situação não melhorasse na semana seguinte, eles iriam "desligar o plugue" da WrestleMania 36 se a WWE não o fizesse eles próprios. A WWE afirmou então que tinha um plano de contingência pronto para o caso de o evento ser cancelado.
Em 16 de março, a WWE anunciou que o evento seria realizado no WWE Performance Center em Orlando com apenas o pessoal essencial presente, como com todos os outros programas semanais da WWE durante esta pandemia. A WWE então anunciou que a WrestleMania 36 seria dividida em um evento de duas noites, nos dias 4 e 5 de abril. A realocação efetivamente tornou esta a terceira WrestleMania a ser realizada na cidade de Orlando, atrás de XXIV e 33. Muitos também viram isso como a WWE tendo uma ideia da New Japan Pro-Wrestling (NJPW), que teve seu evento Wrestle Kingdom em 4 e 5 de janeiro no início do ano. Posteriormente, o marketing do evento enfatizou a mudança de formato, com o novo slogan "Grande demais para apenas uma noite". A WWE também produziu uma camisa comemorativa com o título "I Wasn't There", uma paródia de suas camisetas "I Was There" das WrestleManias anteriores.
Foi então relatado pelo PWInsider que a WWE estava pré-gravando vários episódios de seus programas semanais (com exceção da transmissão ao vivo do episódio de 23 de março do Raw ) para futuras transmissões, bem como a própria WrestleMania (marcando a primeira WrestleMania a ser pré-gravada em vez de ao vivo), entre 21 e 26 de março. As gravações da WrestleMania no Performance Center foram realizadas entre 25 e 26 de março.  Foi relatado que a WWE filmou episódios pós-WrestleMania do Raw e NXT após a produção finalizar a WrestleMania, antes de fazer uma pausa de duas semanas.
Em entrevista ao TV Guide, o vice-presidente executivo de Estratégia e Desenvolvimento de Talentos Globais da WWE e o lutador de meio período Triple H explicou que a natureza "única" pré-gravada do evento deu a eles a oportunidade de experimentar novos elementos e configurações de produção (ao invés de ficar confinado ao ringue), como as lutas "Boneyard" e "Firefly Fun House". A luta Boneyard foi filmada em um cenário personalizado na área de Orlando (a cerca de 40 minutos de carro do Performance Center), enquanto os segmentos da luta Firefly Fun House foram todos gravados nas Titan Towers em Stamford, Connecticut, usando adereços e cenários de seu depósito. Em vez de uma performance ao vivo de " America the Beautiful " para abrir o show conforme a tradição, uma montagem de performances da música de edições anteriores da WrestleMania foi mostrada.

#### Mudanças na participação
O card sofreu alterações devido a lesões e problemas que surgiram relacionados à pandemia em curso. Triple H confirmou que devido às circunstâncias, nada seria considerado contra nenhum dos lutadores que perderam o evento. Ele também afirmou que todos os talentos concorrentes estavam presentes em caráter voluntário. Pela primeira vez desde a WrestleMania 23 em 2007, Triple H não estava escalado para competir no evento. No entanto, isso já havia sido planejado antes das mudanças de formato e localização causadas pela pandemia.
O Battle Royal anual da WrestleMania, A André the Giant Memorial Battle Royal e a WrestleMania Women's Battle Royal, não estavam programadAs para ocorrer na WrestleMania 36 para limitar o número de lutadores no ringue ao mesmo tempo. Roman Reigns, que estava em maior risco de contrair COVID-19 devido a estar em um estado imunocomprometido devido às suas lutas anteriores contra a leucemia, pediu para ser removido de sua luta contra Goldberg e a WWE honrou o pedido; Braun Strowman foi escolhido como substituto de Reigns na luta. Andrade, que estava escalado para se juntar a Angel Garza para enfrentar o The Street Profits (Angelo Dawkins e Montez Ford) pelo Campeonato de Duplas do Raw, foi removido dessa luta devido a uma lesão e foi substituído por Austin Theory do NXT. Além disso, foi relatado que The Miz havia contraído uma doença e foi retirado do card da WrestleMania; fazendo com que a luta  tag team Triple Threat de escadas pelo Campeonato de Duplas do SmackDown fosse transformada em uma luta Triple Threat de escadas tripla entre Jimmy Uso, Kofi Kingston, eJohn Morrison. Dana Brooke foi originalmente anunciada para fazer parte da luta de eliminação pelo Campeonato Feminino do SmackDown, mas ela foi retirada do card depois de ter sido colocada em quarentena de precaução; Rey Mysterio também estava em quarentena de precaução, mas não havia sido anunciado para uma luta, embora supostamente enfrentaria Andrade pelo Campeonato dos Estados Unidos.

### Histórias
O evento compreendeu um total de 19 lutas divididas nas duas noites, incluindo uma luta em cada pré-show e uma luta dark na segunda noite. As lutas resultaram de enredos roteirizados, em que os lutadores retratavam heróis, vilões ou personagens menos distintos em eventos roteirizados que geravam tensão e culminavam em uma luta ou série de lutas. Os resultados foram predeterminados pelos escritores da WWE nas marcas Raw, SmackDown e NXT, enquanto as histórias foram produzidas nos programas semanais de televisão da WWE, Monday Night Raw, Friday Night SmackDown e NXT.

#### Lutas do evento principal
Sentindo que ninguém merecia a oportunidade de desafiá-lo no Royal Rumble ou na WrestleMania, o Campeão da WWE, Brock Lesnar, decidiu entrar no combate masculino do Royal Rumble como o primeiro participante. Lesnar dominou a primeira metade da luta até que foi eliminado por Drew McIntyre do Raw, que continuaria e venceria a luta, ganhando assim uma luta pelo campeonato mundial de sua escolha na WrestleMania. Na noite seguinte no Raw, McIntyre anunciou que iria desafiar Lesnar pelo Campeonato da WWE no evento. No Super ShowDown, Lesnar manteve o título contra Ricochet, mantendo-o como o atual campeão contra McIntyre na WrestleMania.
No Super ShowDown, AJ Styles participou da luta gauntlet Tuwaiq Trophy. O participante final Rey Mysterio estava nos bastidores sendo atacado pelo O.C. (Luke Gallows e Karl Anderson), levando Styles a se declarar o vencedor por desistência. O árbitro deu Mysterio até a contagem de dez, durante a qual, a câmera cortou os bastidores, mostrando que Gallows e Anderson haviam sido atacados por The Undertaker, fazendo um retorno surpresa. Undertaker então fez sua entrada, tomando o lugar de Mysterio, e realizou um Chokeslam em Styles para ganhar a luta e o troféu. No Raw seguinte, um Styles descontente zombou de Undertaker por ainda estar lutando e emitiu um aviso. The Undertaker então apareceu no Elimination Chamber e custou a Styles sua luta sem desqualificação contra Aleister Black. Na noite seguinte no Raw, Styles provocou Undertaker trazendo sua esposa Michelle McCool, culpando-a por Undertaker continuar voltando para lutar, enquanto também chamava Undertaker por seu nome verdadeiro, Mark Calaway. Styles então desafiou Undertaker para uma luta na WrestleMania. A assinatura do contrato para a luta foi realizada na semana seguinte. Styles então desafiou o Undertaker para uma luta Boneyard, e  Undertaker aceitou, fazendo uma promo semelhante ao seu estilo "American Bad Ass" (cerca de 2000-2003).

#### Outras lutas
Depois de vencer o Campeonato Universal no Super ShowDown, o WWE Hall of Famer Goldberg apareceu no episódio do SmackDown da noite seguinte e lançou um desafio aberto declarando sua frase de efeito, "Quem é o próximo?" Roman Reigns interrompeu e teve um olhar fixo com Goldberg antes de aceitar seu desafio, que foi posteriormente agendado para a WrestleMania. Pouco antes do evento, no entanto, Reigns pediu para ser removido da luta por estar em maior risco de contrair COVID-19, já que estava imunocomprometido devido a problemas de saúde anteriores com leucemia; O próprio Reigns confirmou o relatório e afirmou que a WWE acatou o pedido. Triple H também confirmou o relatório em uma entrevista de 29 de março na ESPN 's SportsCenter. Cinco dias depois, no episódio de 3 de abril do SmackDown, Braun Strowman foi anunciado como substituto de Reigns na luta, tornando esta a primeira WrestleMania desde a WrestleMania XXVIII onde Reigns não foi apresentado.
No Royal Rumble, Charlotte Flair do Raw venceu a luta feminina do Royal Rumble para ganhar uma luta po um campeonato feminino de sua escolha na WrestleMania. No episódio do Raw de 3 de fevereiro, Flair afirmou que havia derrotado as campeãs femininas do Raw e do SmackDown e conquistou esses títulos várias vezes. Ela foi então interrompida por Rhea Ripley, a campeã feminina do NXT - um título que Flair conquistou apenas uma vez durante sua passagem pelo NXT em 2014. Ripley declarou que Flair deveria desafiá-la como ela havia derrotado Flair, mas Flair nunca a derrotou. Flair continuou a adiar a resposta até depois de Ripley ter defendido seu título no TakeOver: Portland em 16 de fevereiro. Depois que Ripley reteve seu título no evento, ela foi emboscada por Flair, que aceitou o desafio de Ripley para uma luta na WrestleMania, marcando a primeira vez que um vencedor do Royal Rumble escolheu um campeonato do NXT, sendo também o primeiro campeonato do NXT a ser defendido no evento.
Antes do Survivor Series, uma rivalidade começou entre Becky Lynch do Raw e Shayna Baszler do NXT. No evento, Baszler venceu a luta Triple Threat pela supremacia da marca entre as campeãs femininas das três marcas ao finalizar a campeã feminina do SmackDown Bayley. Uma Lynch irada atacou Baszler após a luta e a jogou em uma mesa dos comentaristas. Depois de perder o Campeonato Feminino do NXT, Baszler apareceu como a trigésima participante na luta feminina do Royal Rumble, terminando como vice-campeã. Após a defesa do título de Lynch no Raw de 10 de fevereiro, Baszler emboscou Lynch e mordeu sua nuca, reacendendo sua rivalidade. Baszler entrou então na luta Elimination Chamber feminina do Raw no evento homônimo, onde ela sozinha eliminou todos as suas oponentes para vencer e ganhar uma luta pelo Campeonato Feminino do Raw contra Lynch na WrestleMania.
John Cena, que apareceu pela última vez durante o Raw Reunion em julho de 2019, voltou do hiato durante o episódio de 28 de fevereiro de 2020 do SmackDown para falar sobre seu papel na WrestleMania. Ao anunciar sua aposentadoria, Cena declarou que não compareceria ao evento, afirmando que as vagas na WrestleMania deveriam ser conquistadas. Quando Cena deu uma saudação de despedida ao público do palco, as luzes se apagaram. Quando elas iluminaram, "The Fiend" Bray Wyatt apareceu atrás de Cena. The Fiend então apontou para o sinal da WrestleMania, sinalizando um desafio para Cena, que simplesmente acenou com a cabeça em aceitação. Uma luta entre os dois foi então marcada para o evento, sendo uma revanche da WrestleMania XXX em 2014. No episódio de 27 de março, Wyatt desafiou Cena para uma luta Firefly Fun House, e Cena aceitou.
Depois de ser forçado a se aposentar em 2011 devido a uma grave lesão no pescoço, o WWE Hall of Famer Edge voltou no Royal Rumble 2020 durante a luta homônima, onde teve um breve reencontro com Randy Orton ; Edge eliminou Orton antes de sua própria eliminação. No Raw seguinte, Edge explicou como ele foi capaz de fazer seu retorno. Orton então deu as boas-vindas a Edge de volta e sugeriu o retorno do Rated-RKO, mas virou-se para Edge e executou um RKO nele, turnando heel no processo. Depois de atacar o pescoço de Edge com uma cadeira de aço, Orton esmagou a cabeça de Edge entre duas cadeiras de aço em uma manobra conhecida como "Conchairto", que Edge havia tornado famosa no passado. A esposa de Edge e colega do Hall da Fama, Beth Phoenix, apareceu no episódio de 2 de março para dar uma atualização médica sobre seu marido. Orton interrompeu e disse que atacou Edge para que ele permanecesse em casa e continuasse sendo um marido e pai para seus filhos. Ele então culpou Phoenix pelo ataque, alegando que ela permitiu que Edge voltasse ao ringue. Phoenix deu um tapa em Orton, que por sua vez realizou um RKO nela. Edge retornou na semana seguinte no talk show de Montel Vontavious Porter (MVP), o "VIP Lounge". Orton tentou atacar Edge, mas Edge realizou um RKO em Orton. Depois que Orton recuou, Edge executou o Conchairto em MVP duas vezes como um aviso para Orton. Edge então desafiou Orton para uma luta Last Man Standing na WrestleMania, e Orton aceitou.
No Survivor Series, Seth Rollins serviu como capitão do Time Raw para a luta de eliminação do Survivor Series masculino, mas questionou a lealdade de Kevin Owens ao time devido a Owens aparecer no NXT TakeOver: WarGames ; O Raw sofreu uma derrota devastadora no Survivor Series, vencendo apenas uma das sete lutas entre marcas. Rollins criticou o elenco do Raw por seu fraco desempenho e novamente questionou a lealdade de Owens, que respondeu realizando um Stunner em Rollins. Owens então se tornou o alvo do AOP ( Akam e Rezar ). Embora Owens tenha acusado Rollins de estar por trás dos ataques do AOP, Rollins negou as acusações, embora ele tenha se juntado ao AOP, virando heel. Rollins então começou a se referir a si mesmo como o "Monday Night Messiah" e recrutou Murphy para sua nova facção com AOP; Rollins e Murphy eventualmente ganharam o Campeonato de Duplas do Raw juntos. No Royal Rumble, Rollins eliminou Owens graças à ajuda de AOP e Murphy. Rollins e Murphy perderam seus títulos em um episódio do Raw, e durante uma revanche no Elimination Chamber, Owens lhes custou a luta e executou um Stunner em Rollins depois. Na noite seguinte no Raw, Rollins desafiou Owens para uma luta na WrestleMania, e Owens aceitou.
No pré-show do Survivor Series, Heavy Machinery (Otis e Tucker) particilaram de uma batalha real de duplas entre marcas que foi vencida por Dolph Ziggler e Robert Roode; as duas equipes entraram em uma rivalidade após o evento. Também nessa época, Otis começou um romance com Mandy Rose. No episódio de 14 de fevereiro do SmackDown, Otis tinha um encontro marcado para o Dia dos Namorados com Rose; no entanto, Ziggler chegou primeiro e roubou a data, fazendo com que Otis fosse embora com o coração partido. No episódio de 6 de março, Otis pediu desculpas a Rose, que rejeitou o pedido de desculpas. O Heavy Machinery então participou da luta pelo Campeonato de Duplas do SmackDown no Elimination Chamber, onde foram eliminados por Ziggler e Roode. No episódio de 20 de março do SmackDown, Ziggler distraiu Otis durante sua luta, mostrando fotos dele e Rose juntos, enfurecendo Otis, o que fez com que o Heavy Machinery fosse desqualificado, custando-lhes outra oportunidade pelo título. Ziggler então desafiou Otis para uma luta na WrestleMania e Otis aceitou. No SmackDown final antes da WrestleMania, um hacker misterioso apareceu no TitanTron durante a luta de Ziggler com Tucker e revelou que a parceira de Rose do Fire and Desire, Sonya Deville, conspirou com Ziggler para sabotar o encontro de Rose com Otis.

## Evento

### Parte 1
| Função                      | Nome                                 |
| --------------------------- | ------------------------------------ |
| Apresentador                | Rob Gronkowski                       |
| Comentaristas em inglês     | Michael Cole (SmackDown)             |
| Comentaristas em inglês     | John "Bradshaw" Layfield (SmackDown) |
| Comentaristas em inglês     | Tom Phillips (Raw)                   |
| Comentaristas em inglês     | Byron Saxton (Raw)                   |
| Comentarista em espanhol    | Marcelo Rodríguez                    |
| Anunciadores de ringue      | Greg Hamilton (SmackDown)            |
| Anunciadores de ringue      | Mike Rome (Raw)                      |
| Árbitros                    | Danilo Anfibio                       |
| Árbitros                    | Jessika Carr                         |
| Árbitros                    | John Cone                            |
| Árbitros                    | Eddie Orengo                         |
| Árbitros                    | Charles Robinson                     |
| Árbitros                    | Drake Wuertz                         |
| Árbitros                    | Rod Zapata                           |
| Entrevistadores             | Charly Caruso                        |
| Entrevistadores             | Kayla Braxton                        |
| Painel de pré-exibição      | Corey Graves                         |
| Painel de pré-exibição      | Peter Rosenberg                      |
| Correspondentes do pré-show | Renee Young                          |
| Correspondentes do pré-show | Booker T                             |
| Correspondentes do pré-show | Mark Henry                           |

#### Pré-show
Durante o pré-show da WrestleMania 36 Parte 1, Drew Gulak enfrentou Cesaro . O clímax viu Cesaro realizar um OVNI em Gulak, seguido por um pin para vencer a luta.

#### Lutas preliminares
A 1ª parte do pay-per-view abriu com uma declaração especial de Stephanie McMahon e uma apresentação de "America the Beautiful", que foi editada em conjunto a partir de várias apresentações da música em eventos anteriores da WrestleMania. Então, o apresentador Rob Gronkowski começou a divulgar a WrestleMania, que se juntou a seu amigo Mojo Rawley.
Na primeira luta, as Kabuki Warriors ( Asuka e Kairi Sane ) defenderam o Campeonato Feminino de Duplas da WWEcontra Alexa Bliss e Nikki Cross . No final, Cross executou um The Purge on Sane seguido por Bliss realizando um Twisted Bliss para vencer e se tornarem as primeiras bicampeãs na história do título.
Em seguida, Elias enfrentou King Corbin ..No final, quando Corbin tentou uma imobilização em Elias com as pernas na corda, o árbitro percebeu e anulou a imobilização; Elias então fez um roll-up em um Corbin distraído, que estava discutindo com o árbitro, para vencer a luta.
Depois disso, Becky Lynch defendeu o Campeonato Feminino do Raw contra Shayna Baszler. Nos momentos finais, quando Baszler aplicou um Kirifuda Clutch em Lynch, Lynch reverteu em um roll-up para reter o título.
Na quarta luta, Sami Zayn (acompanhado por Cesaro e Shinsuke Nakamura ) defendeu o Campeonato Intercontinental contra Daniel Bryan (acompanhado por Drew Gulak). Na primeira metade da luta, Zayn se recusou a enfrentar Bryan e continuamente fugiu dele. Bryan correria atrás de Zayn fazendo Cesaro e Nakamura entrarem em seu caminho. Isso levou Gulak a se envolver e eliminar temporariamente Cesaro e Nakamura. Como Zayn queria uma vitória por countout, Bryan trouxe Zayn de volta ao ringue e eventualmente começou a realizar seus ataques ofensivos contra ele. No final, Cesaro e Nakamura se recuperaram e atacaram Gulak. Enquanto Bryan tentava um slam em Zayn, Zayn executou um Helluva Kick no ar para reter o título.
Em seguida, o Campeonato de Duplas do SmackDown foi defendido em uma luta Triple Threat de escadas. A luta foi originalmente agendada como uma luta de duplas Triple Threat de escadas em que The Miz e John Morrison deveriam defender os títulos contra The Usos (Jey Uso e Jimmy Uso) e The New Day ( Big E e Kofi Kingston), mas devido a Miz adoecendo, a luta foi disputada entre Morrison, Jimmy e Kingston, cada um representando sua respectiva equipe. No final, os três competidores juntos, que estavam no topo das escadas, conseguiram desenganchar o gancho de ouro com os títulos ainda intactos. Depois de uma briga, Jimmy e Kingston deram uma cabeçada em Morrison, que caiu no topo de uma escada presa entre a corda e uma segunda escada. Quando Morrison caiu, ele agarrou os títulos, desenganchando-os enquanto caía, portanto, Morrison manteve o título para si e para Miz.
Depois disso, Kevin Owens enfrentou Seth Rollins. A luta terminou com uma vitória por desqualificação para Owens, quando Rollins o atacou com o sino. Owens então provocou Rollins para enfrentá-lo novamente em uma luta sem desqualificação, que foi aceita. Durante a luta, Owens atacou Rollins com a campainha e aplicou um diving elbow drop a partir do logo da WrestleMania. No final, Owens realizou um Stunner em Rollins para vencer a luta.
Em um pequeno segmento, o campeão 24/7 R-Truth se juntou a Rob Gronkowski e Mojo Rawley, que estavam no topo de um pódio de exibição. Gronkowski tentou imobilizar Truth para ganhar o título, no entanto, Rawley moveu Gronkowski e imobilizou Truth para ganhar o título 24/7 pela sétima vez.
Na penúltima e última luta do Performance Center, Goldberg defendeu o Campeonato Universal contra Braun Strowman. Enquanto Strowman tentava um Running Powerslam em Goldberg, Goldberg rebateu e executou três Spears mas não venceu. Goldberg então executou uma quarto Spear em Strowman. Enquanto Goldberg tentava o Jackhammer, Strowman rebateu e executou três Powerslams em Goldberg e depois um Running Powerslam para ganhar o título Universal pela primeira vez, assim como seu primeiro campeonato mundial.

#### Evento principal
No evento principal da 1ª parte, The Undertaker enfrentou AJ Styles em uma luta Boneyard, que foi uma luta Buried Alive ambientada em um cemitério e um depósito não revelado na área de Orlando. Um carro fúnebre chegou ao cemitério com a música tema de The Undertaker, no entanto, Styles emergiu do caixão. The Undertaker então chegou em uma motocicleta (uma reminiscência de sua gimmick "American Bad Ass" ) ao som de " Now That We Are Dead " do Metallica . No meio da luta, os companheiros de equipe de Styles do O.C, Luke Gallows e Karl Anderson, apareceram em uma tentativa de ajudar Styles, mas The Undertaker lutou contra eles. The Undertaker então lutou contra um grupo de druidas antes de Styles ganhar a vantagem novamente. Styles atacou Undertaker com uma pá que fez com que Undertaker caísse na cova. Enquanto Styles se preparava para jogar terra em Undertaker para enterrá-lo e vencer, Undertaker apareceu de repente atrás de Styles e começou a atacá-lo. Undertaker e Styles lutaram por todo o cemitério e no topo do telhado do armazém. Undertaker então lutou com Gallows e Anderson no telhado. Ele jogou Gallows do telhado, executou um Tombstone Piledriver em Anderson e um chokeslam em Styles de cima do telhado. Undertaker então carregou Styles até o túmulo, onde Styles implorou a Undertaker para não enterrá-lo. Undertaker o pôs de pé, abraçou-o, elogiou Styles por seus esforços e disse-lhe que não o enterraria. No entanto, Undertaker fingiu ir embora, enquanto se virava e chutava Styles para a sepultura. Undertaker então ligou o trator e jogou toda a terra na cova, enterrando Styles para vencer a luta. Após a luta, enquanto a câmera fazia uma panorâmica do túmulo, a mão de Styles estava saindo da terra, enquanto Undertaker partia em sua motocicleta, novamente ao som da música do Metallica.

### Parte 2
| Função                      | Nome                                 |
| --------------------------- | ------------------------------------ |
| Apresentadores              | Rob Gronkowski                       |
| Apresentadores              | Titus O'Neil                         |
| Comentaristas em inglês     | Michael Cole (SmackDown)             |
| Comentaristas em inglês     | John "Bradshaw" Layfield (SmackDown) |
| Comentaristas em inglês     | Tom Phillips (Raw/NXT)               |
| Comentaristas em inglês     | Byron Saxton (Raw/NXT)               |
| Comentarista em espanhol    | Carlos Cabrera                       |
| Anunciadores de ringue      | Greg Hamilton (SmackDown)            |
| Anunciadores de ringue      | Mike Rome (Raw/NXT)                  |
| Árbitros                    | Danilo Anfibio                       |
| Árbitros                    | Shawn Bennett                        |
| Árbitros                    | John Cone                            |
| Árbitros                    | Darrick Moore                        |
| Árbitros                    | Eddie Orengo                         |
| Árbitros                    | Charles Robinson                     |
| Árbitros                    | Drake Wuertz                         |
| Entrevistadores             | Charly Caruso                        |
| Entrevistadores             | Kayla Braxton                        |
| Painel de pré-exibição      | Corey Graves                         |
| Painel de pré-exibição      | Peter Rosenberg                      |
| Correspondentes do pré-show | Renee Young                          |
| Correspondentes do pré-show | Booker T                             |
| Correspondentes do pré-show | cristão                              |

#### Pré-show
Durante o pré-show da WrestleMania 36 Parte 2, Liv Morgan enfrentou Natalya . No final, Morgan derrotou Natalya com um roll-up para vencer a luta.

#### Lutas preliminares
A 2ª parte do pay-per-view abriu com Rhea Ripley defendendo o Campeonato Feminino do NXT contra Charlotte Flair. No clímax, após uma luta de idas e vindas, Flair forçou Ripley a desistir em um Figure-Eight Leglock para ganhar o título pela segunda vez - e pela primeira vez desde o NXT TakeOver em 2014. Flair também se tornou a primeira lutadora a ganhar um campeonato do NXT antes e depois que o NXT se tornou uma das três principais marcas da WWE.
Em seguida, Aleister Black enfrentou Bobby Lashley (acompanhado por Lana ). No final, enquanto Lashley tentava um Spear em Black, Black realizou uma Black Mass em Lashley para vencer a luta.
Depois disso, Otis enfrentou Dolph Ziggler (acompanhado por Sonya Deville). Nos momentos finais, enquanto Otis tentava executar um Caterpillar em Ziggler, Deville distraiu Otis no apron do ringue, o que permitiu que Ziggler atacasse Otis com um golpe baixo por trás. Mandy Rose então apareceu e atacou Deville. Com o árbitro distraído, Rose deu um golpe baixo em Ziggler. Otis então executou um Caterpillar em Ziggler para vencer a luta. Após a luta, Otis e Rose se beijaram no ringue.
Na quarta luta, Edge enfrentou Randy Orton em uma luta Last Man Standing. Enquanto Edge esperava por Orton fazer sua entrada, Orton - que estava disfarçado de cameraman - atacou Edge por trás com um RKO. Orton então atacou Edge com um segundo RKO e uma câmera, mas Edge se levantou. Edge e Orton então lutaram na área de ginástica do Performance Center, onde Orton colocou os braços de Edge em uma tipóia e começou a atacá-lo. Enquanto Orton tentava atacar Edge com um peso, Edge deu um dropkick nele. Os dois então lutaram de volta para a área do ringue, onde Orton jogou Edge em uma barricada de uma plataforma elevada. Depois de lutar por todo o Performance Center, eles eventualmente lutaram em cima de um caminhão de produção na área dos bastidores, onde Edge executou um spear em Orton e Orton executou um RKO em Edge. No final, Edge aplicou um sleeper hold em Orton, que desmaiou em uma cadeira. Um conflito Edge então executou o Conchairto em Orton. Edge venceu a luta depois que Orton não conseguiu responder à contagem de 10 do árbitro.
Em seguida, The Street Profits (Angelo Dawkins e Montez Ford) defenderam o Campeonato de Duplas do Raw contra Angel Garza e Austin Theory (com Zelina Vega ). Nos momentos finais, Ford realizou um Springboard Frogsplash em Theory, que foi então derrotado por Dawkins. Após a luta, Garza, Theory e Vega atacaram The Street Profits. Bianca Belair do NXT então correu e atacou Vega, limpando o ringue.
Em um pequeno segmento, o novo campeão 24/7 Mojo Rawley fugiu de vários lutadores  no Performance Center. Eles encurralaram Rawley perto do pódio em que o anfitrião Rob Gronkowski estava. Gronkowski testemunhou isso e deu um mergulho em cima dos lutadores. Gronkowski então derrotou Rawley para ganhar o Campeonato 24/7.
Depois disso, Bayley defendeu o Campeonato Feminino do SmackDown em uma fatal five-way de eliminação contra Sasha Banks, Lacey Evans, Naomi e Tamina. Tamina foi a primeira eliminada depois que todas as outras lutadoras se empilharam em cima dela para o pin. Banks aplicou um Bank Statement em Naomi para eliminá-la. Enquanto Bayley tentava um dropkick em Evans no canto, Evans saiu do caminho e Bayley atacou Banks. Depois que Bayley tentou se desculpar, Bayley empurrou Banks para fora do caminho de um ataque de Evans, que executou o Woman's Right em Banks para eliminá-la. Bayley não tentou quebrar o pin para salvar Banks. No final, quando Evans estava prestes a realizar o Woman's Right em Bayley, Banks voltou ao ringue e fez um Backstabber em Evans. Bayley então realizou um DDT em Evans para reter o título.
A penúltima luta foi a luta Firefly Fun House entre John Cena e "The Fiend" Bray Wyatt. Cena saiu para sua luta no Performance Center, assumindo que sua luta estava acontecendo no ringue. Wyatt foi então mostrado na Firefly Fun House, afirmando que Cena estaria realmente enfrentando a si mesmo antes de sair pela porta da casa de diversão. Cena foi então teletransportado para a Firefly Fun House. Depois de também passar pela porta, Cena foi transportado por uma série de sequências de sonho onde Wyatt demonstrou suas falhas de personalidade percebidas (como ser um valentão que não teve que trabalhar por suas realizações como Wyatt fez), incluindo sua estreia no SmackDown ( com Wyatt agindo como Kurt Angle e Cena aparentemente incapaz de dizer qualquer coisa além de " ruthless aggression "), e uma paródia do Saturday Night's Main Event (onde Wyatt apresentou Cena como seu parceiro de dupla "Johnny Largemeat", que estava cansado de repetidamente levantar pesos). Aparecendo como seu antigo líder de culto da Wyatt Family, Wyatt então relembrou sua derrota para Cena na WrestleMania XXX, e prometeu consertar seu erro anterior. De volta ao ringue, Cena reverteu uma tentativa de Sister Abigail por Wyatt, e foi (como na luta anterior) coagido a usar uma cadeira contra ele. No entanto, ao fazer isso, Wyatt desapareceu e Cena foi repentinamente transportado para o nWo Monday Nitro - com Wyatt atuando como Eric Bischoff, que apresentou Cena, agindo como "Hollywood" Hulk Hogan . No ringue, Cena abordou Wyatt. Após uma fúria de punhos, Wyatt desapareceu e foi substituído pelo fantoche Huskus, o Pig Boy. The Fiend então se aproximou por trás e executou Sister Abigail e o Mandible Claw em Cena para vencer a luta, com o autocontrole normal de Wyatt fazendo o pin. Pouco antes do The Fiend realizar um Sister Abigail, o áudio da promo de Cena no SmackDown foi tocado, onde Cena afirmou que na WrestleMania, ele iria acabar com a existência do "mais superestimado, supervalorizado e privilegiado superastro da WWE".

#### Evento principal
No evento principal da 2º parte, Brock Lesnar (acompanhado por Paul Heyman ) defendeu o Campeonato da WWE contra Drew McIntyre. McIntyre começou com um chute Claymore em Lesnar. Lesnar executou três suplexes alemães e um F-5, mas McIntyre conseguiu fazer o kick out em um. Lesnar então executou mais dois F-5s, ambos resultando em kick outs. Quando Lesnar foi para um quarto F-5, McIntyre rebateu e deu mais três Claymore Kicks em Lesnar para ganhar o título, conquistando seu primeiro campeonato mundial na WWE e se tornando o primeiro campeão mundial britânico na história da WWE, bem como O trigésimo primeiro campeão da Triple Crown da WWE. Depois que o show saiu do ar, McIntyre foi confrontado por Big Show, que McIntyre então enfrentou em uma defesa de título descrita pela WWE como o "evento principal escondido da WrestleMania." McIntyre executou um Claymore Kick em Big Show para reter o título.  Esta luta dark foi ao ar no Raw de 6 de abril.

## Recepção
O evento foi recebido positivamente pelos fãs e recebeu críticas mistas a positivas da crítica. Enquanto a maioria concordou que a WrestleMania 36 sofreu tanto com uma preparação ruim quanto com a ausência de uma audiência ao vivo, muitos sentiram que o evento superou as expectativas, com críticos e fãs elogiando amplamente as lutas Boneyard e Firefly Fun House como as melhores do evento por sua singularidade e tom exagerado (e, no caso deste último, sua inventividade e humor); a luta pelo Campeonato de Duplas do SmackDown e Owens vs. Rollins também foi apontado pela maioria dos críticos.
Brent Brookhouse da CBS Sports foi positivo, reconhecendo que "muitos fãs estavam compreensivelmente hesitantes em acreditar que a WWE poderia oferecer um espetáculo merecedor do título da WrestleMania, mas de alguma forma a empresa conseguiu o aparentemente impossível ao entregar duas noites de wrestling envolvente sem dezenas de milhares de fãs presentes. " Ele classificou as lutas Boneyard e Firefly Fun House como as melhores para a Parte 1 e 2, respectivamente, observando que, em contraste com as tentativas anteriores da WWE de "recriar a magia de Matt Hardy 's' Broken Universe '", a primeira "acertou em cheio a execução por atingindo o equilíbrio certo entre ação tensa e apresentação exagerada ", e o segundo foi descrito como" filmes de terror psicológico indie trazidos para a luta livre profissional"
Randall Colburn do The AV Club deu ao evento um B–. Enquanto elogiava a WWE por tirar o máximo proveito de sua "WrestleMania mais estranha de todos os tempos", em particular elogiando a luta Boneyard, ele ressaltou que a maioria das lutas sofreu com sua fraca preparação e falta de público ao vivo, afirmando notavelmente que a luta de Becky Lynch e Shayna Baszler foi "uma batalha apática e muito curta que, quando você considera a resposta que ambas as lutadoras tendem a extrair das multidões, pode ter mudado para outra marcha em um estádio lotado." Ele também citou exemplos de "narrativa de má qualidade", observando que "[foi] ótimo que Braun Strowman espancou Goldberg, mas poderia ter ressoado mais se a empresa não tivesse apenas mandado Goldberg de 53 anos destruir o The Fiend, uma estrela até então intocável, durante uma PPV na Arábia Saudita - e, você sabe, fez qualquer coisa com Braun nos últimos anos."
Slate criticou fortemente a preparação para o evento, afirmando que "[Os lutadores], nas semanas que antecederam a WrestleMania, pareciam significativamente mais como se estivessem jogando e lutando mal do que normalmente fazem. Outros decidiram tocar para uma multidão que não estava realmente lá. [...] o estilo WWE - com sua ênfase na performance de P maiúsculo exagerado, lutas ensaiadas demais e maneirismos floreados - parecia mais uma paródia quando encenado na frente de zero espectadores. Ainda assim, as expectativas para esta WrestleMania eram baixas, embora com algum otimismo menor sobre o show sendo dividido em duas noites, em vez da maratona de uma noite dos últimos anos. " No entanto, ele afirmou que, após duas lutas de abertura sem brilho, a luta de Lynch vs. Baszler em diante compreendeu "lutas muito físicas [que] tiraram o melhor proveito do cenário, e com a maioria das lutas encaixando nessa conta, a [Parte 1] foi realmente forte no geral", embora ele tenha achado a Parte 2 muito mais fraca, afirmando que Edge vs . Randy Orton era "glacialmente lento e parecia de alguma forma ter sido editado em uma luta ainda mais longa", e que Lesnar vs. McIntyre parecia "mais uma formalidade do que qualquer coisa legal, porque era muito pintada por números". A Slate considerou as lutas Boneyard e Firefly Fun House as melhores.
O Bleacher Report afirmou "É difícil julgar este evento. Você tem que aceitar o bom com o ruim, manter a integridade honesta com as críticas, mas também ser misericordioso e reconhecer que não era assim que a WrestleMania deveria ser. " Eles deram uma avaliação positiva, embora tenham classificado Elias vs. Corbin, Black vs. Lashley e a disputa pelo título feminino do SmackDown foram os pontos baixos do evento. Além disso, o Bleacher Report deu à luta Boneyard uma classificação de 4,5 estrelas em uma escala de 5, a luta com maior pontuação em ambas as noites, enquanto deu à luta do Campeonato Universal meia estrela, a menor pontuação do evento.
O Hollywood Reporter observou que as lutas Boneyard e Firefly Fun House podem abrir um precedente para a WWE usando mais "experiências cinematográficas" em sua programação para compensar as gravações a portas fechadas.

## Após o evento
No final de abril, foi revelado que o anfitrião da WrestleMania, Rob Gronkowski, havia saído de sua aposentadoria na NFL, onde foi negociado com o Tampa Bay Buccaneers. Mais tarde foi revelado que Gronkowski exerceu uma cláusula de liberação em seu contrato com a WWE para retornar à NFL, e ele perdeu o Campeonato 24/7 para R-Truth em um segmento no episódio de 1 de junho do Raw . O jornalista de Wrestling Dave Meltzer observou que antes de sua libertação, Gronkowski estava escalado para trabalhar em uma luta no SummerSlam, bem como no show da WWE na Arábia Saudita no final do ano. Ele também disse que a liberação foi "mútua".
Em maio, uma série de documentários em cinco partes sobre The Undertaker começou a ser exibido na WWE Network chamadao Undertaker: The Last Ride . A série de documentários narra a carreira de The Undertaker de 2017–2020 e sua decisão sobre quando ele deveria se aposentar, o que ele acreditava que seria sua luta contra Roman Reigns na WrestleMania 33. No último episódio que estreou em 21 de junho, Undertaker afirmou que não tinha mais nada a provar e não tinha vontade de entrar no ringue novamente, sentindo que sua luta com AJ Styles foi o final perfeito para seus 30 anos de carreira, fazendo assim sua luta na WrestleMania 36 com Styles sua luta final . No entanto, ele não descartou a possibilidade de um possível jogo único, dependendo da situação. Undertaker também revelou que não fez um retorno completo a sua gimmick American Bad Ass na WrestleMania 36. Em vez disso, era uma combinação de Deadman, e American Bad Ass, assim como seu eu na vida real; o último devido a como as promos pessoais de Styles eram contra o Undertaker.

### Raw
O episódio da noite seguinte do Raw mostrou o "evento principal escondido da WrestleMania", no qual Drew McIntyre reteve o Campeonato da WWE contra Big Show cerca de 25 minutos após McIntyre ter derrotado Brock Lesnar.
A campeã feminina do Raw, Becky Lynch, elogiou Shayna Baszler em relação à luta na WrestleMania e afirmou que Baszler sabia onde encontrá-la se ela quisesse enfrenta-la novamente. Na semana seguinte, Baszler venceu sua luta de qualificação para competir na luta de escadas feminina do Money in the Bank.
Os campeões de Duplas do Raw, The Street Profits (Angelo Dawkins e Montez Ford) enfrentaram Austin Theory e Angel Garza (acompanhados por Zelina Vega) em uma revanche pelos títulos onde os campeões se mantiveram mais uma vez, embora por desqualificação graças a Vega. Bianca Belair voltou a aparecer após o combate e desafiou Vega para um combate que terminou em no-contest. Uma luta de duplas mistas de seis pessoas se seguiu com The Street Profits e Belair derrotando Theory, Garza e Vega.
Charlotte Flair se gabou de derrotar Rhea Ripley e se tornar a campeã feminina do NXT por duas vezes, embora tenha dito que Ripley estava "bem". Ripley voltou no episódio de 6 de maio do NXT para salvar Io Shirai de um ataque pós-luta após Flair ter retido o título contra Shirai devido à desqualificação. Isso acabou configurando uma luta triple threat entre as três mulheres no TakeOver: In Your House.
No episódio de 13 de abril, Seth Rollins afirmou que ao perder para Kevin Owens na WrestleMania, ele foi crucificado e agora realmente ressuscitou (comprando sua gimmick de "Monday Night Messiah"). Mais tarde, ele atacou o campeão da WWE Drew McIntyre após a luta deste último com Andrade, posteriormente estabelecendo uma luta pelo título no Money in the Bank.
No episódio de 11 de maio do Raw, tanto Edge quanto Randy Orton fizeram suas primeiras aparições pós-WrestleMania. Orton disse que na WrestleMania, o melhor homem venceu, mas questionou se o melhor lutador realmente venceu. Observando que os combates Royal Rumble e Last Man Standing não eram tradicionais, Orton desafiou Edge para um combate normal no Backlash.

### SmackDown
No episódio seguinte do SmackDown, Bray Wyatt interrompeu o novo Campeão Universal Braun Strowman após a luta deste último. Wyatt lembrou Strowman que foi ele quem o trouxe para a WWE com sua antiga stable da Wyatt Family. Wyatt, que havia perdido o título para Goldberg no Super ShowDown, então declarou que queria seu título de volta e Strowman aceitou o desafio, que estava programado para o Money in the Bank, embora contra o eu normal de Wyatt em vez de The Fiend.
Também no SmackDown seguinte, Tamina apontou o fato de que Bayley nem qualquer outra competidora na luta fatal five-way de eliminação realmente a venceu e desafiou Bayley para uma luta individual pelo Campeonato Feminino SmackDown. Bayley concordou se Tamina conseguisse derrotar sua amiga Sasha Banks, que Tamina posteriormente fez na semana seguinte para ganhar a disputa pelo título no Money in the Bank.
No SmackDown seguinte, as novas Campeãs de Duplas Femininas da WWE Alexa Bliss e Nikki Cross mantiveram seus títulos em uma revanche contra The Kabuki Warriors (Asuka e Kairi Sane).
Como apenas um membro de cada equipe competiu pelo Campeonato de Duplas do SmackDown Tag na WrestleMania, Big E do The New Day sugeriu que os outros membros da equipe deveriam se enfrentar em uma luta triple threat pelo título. A luta ocorreu na semana seguinte, na qual Big E derrotou Jey Uso e The Miz para vencer o Campeonato de Duplas do SmackDown pela sexta vez, para o The New Day.
Também no SmackDown seguinte, Tucker do Heavy Machinery enfrentou Dolph Ziggler em uma revanche do SmackDown antes da WrestleMania em um esforço perdedor; Otis e Mandy Rose estavam ausentes naquela noite. Na semana seguinte, Sonya Deville chamou Rose para limpar o ar entre eles. Uma Deville emocionada então declarou que Rose era a pessoa mais egoísta que ela já conheceu. Deville também afirmou que ela era a melhor lutadora e que Rose nada mais era do que um colírio para os olhos. Ziggler então saiu e afirmou a Rose que ela não podia negar a química entre eles. Deville então atacou Rose, o que levou Otis a sair e atacar Ziggler. No episódio de 1º de maio, Otis derrotou Ziggler novamente para se qualificar para a disputa de escada masculina do Money in the Bank.

### Efeitos do COVID-19 pós-WrestleMania
A pandemia do COVID-19 teve efeitos adicionais na WWE após a WrestleMania. Além de Raw, SmackDown e 205 Live sendo transmitidos do Performance Center e o NXT de sua base na Full Sail University em Winter Park, Flórida, os próximos eventos importantes da WWE, Money in the Bank, Backlash, The Horror Show at Extreme Rules, NXT TakeOver XXX (que teve de ser renomeado de TakeOver: Boston) e SummerSlam também tiveram que ser realocados devido à pandemia em andamento, com o SummerSlam e todos os eventos futuros (não incluindo o NXT) sendo transferidos para o Amway Center de Orlando. Além disso, a WWE despediu vários talentos devido a cortes no orçamento como resultado da pandemia. Entre eles estavam o Hall da Fama Kurt Angle, Rusev, Drake Maverick, Zack Ryder, Curt Hawkins, Karl Anderson, Luke Gallows, Heath Slater, Eric Young, Rowan, Sarah Logan, No Way Jose, Mike Chioda, Mike Kanellis, Maria Kanellis, EC3, Aiden English, Lio Rush, The Colóns ( Primo e Epico ), Cain Velasquez, e também os brasileiros Cezar Bononi e Taynara Conti, bem como muitos outros funcionários nos bastidores. No entanto, após sua derrota na final do torneio interino pelo Campeonato dos Pesos-Médios do NXT, Maverick voltou a assinar com a empresa, e foi relatado que a WWE contatou alguns dos outros talentos despedidos, embora por um pagamento inferior em relação aos seus contratos anteriores.

## Resultados

### Primeira noite (4 de abril)
| Nº                                          | Resultados                                                                            | Estipulações                                                         | Tempo |
| ------------------------------------------- | ------------------------------------------------------------------------------------- | -------------------------------------------------------------------- | ----- |
| Pré- show                                   | Cesaro derrotou Drew Gulak                                                            | Luta individual                                                      | 4:25  |
| 1                                           | Alexa Bliss e Nikki Cross derrotaram The Kabuki Warriors (Asuka e Kairi Sane) (c)     | Luta de duplas pelo Campeonato de Duplas Feminino.                   | 15:05 |
| 2                                           | Elias derrotou King Corbin                                                            | Luta individual                                                      | 9:00  |
| 3                                           | Becky Lynch (c) derrotou Shayna Baszler                                               | Luta individual pelo Campeonato Feminino do Raw                      | 8:30  |
| 4                                           | Sami Zayn (c) (com Shinsuke Nakamura e Cesaro) derrotou Daniel Bryan (com Drew Gulak) | Luta individual pelo Campeonato Intercontinental                     | 9:20  |
| 5                                           | John Morrison (c) derrotou Jimmy Uso e Kofi Kingston                                  | Luta Triple Threat de escadas pelo Campeonato de Duplas do SmackDown | 18:30 |
| 6                                           | Kevin Owens derrotou Seth Rollins                                                     | Luta sem desqualificação                                             | 17:20 |
| 7                                           | Braun Strowman derrotou Goldberg (c)                                                  | Luta individual pelo Campeonato Universal                            | 2:10  |
| 8                                           | The Undertaker derrotou AJ Styles (com Luke Gallows e Karl Anderson)                  | Luta Boneyard                                                        | 19:00 |
| (c) – Refere-se aos campeões antes da luta. |                                                                                       |                                                                      |       |

### Segunda noite (5 de abril)
| Nº                                          | Resultados | Estipulações                                                         | Tempo |
| ------------------------------------------- | --- | -------------------------------------------------------------------- | ----- |
| Pré- show                                   | Liv Morgan derrotou Natalya                                                                                    | Luta individual                                                      | 6:25  |
| 1                                           | Charlotte Flair derrotou Rhea Ripley (c) por submissão                                                         | Luta individual pelo Campeonato Feminino do NXT                      | 20:30 |
| 2                                           | Aleister Black derrotou Bobby Lashley (com Lana)                                                               | Luta individual                                                      | 7:20  |
| 3                                           | Otis derrotou Dolph Ziggler (com Sonya Deville)                                                                | Luta individual                                                      | 8:15  |
| 4                                           | Edge derrotou Randy Orton                                                                                      | Luta Last Man Standing                                               | 36:35 |
| 5                                           | The Street Profits (Angelo Dawkins e Montez Ford) (c) derrotaram Angel Garza e Austin Theory (com Zelina Vega) | Luta de duplas pelo Campeonato de Duplas do Raw                      | 6:20  |
| 6                                           | Bayley (c) derrotou Lacey Evans, Naomi, Sasha Banks, e Tamina                                                  | Luta Fatal 5-Way de eliminação pelo Campeonato Feminino do SmackDown | 19:20 |
| 7                                           | "The Fiend" Bray Wyatt derrotou John Cena                                                                      | Luta Firefly Fun House                                               | 13:00 |
| 8                                           | Drew McIntyre derrotou Brock Lesnar (c) (com Paul Heyman)                                                      | Luta individual pelo Campeonato da WWE                               | 4:35  |
| 9                                           | Drew McIntyre (c) derrotou Big Show                                                                            | Luta individual pelo Campeonato da WWE                               | 6:55  |
| (c) – Refere-se aos campeões antes da luta. | |                                                                      |       |

### Eliminações da Fatal 5-way de eliminação pelo Campeonato Feminino do SmackDown
| Eliminada | Lutadora    | Eliminada por                            | Método    | Tempo |
| --------- | ----------- | ---------------------------------------- | --------- | ----- |
| 1         | Tamina      | Bayley, Naomi, Lacey Evans e Sasha Banks | Pinfall   | 6:35  |
| 2         | Naomi       | Sasha Banks                              | Submissão | 10:20 |
| 3         | Sasha Banks | Lacey Evans                              | Pinfall   | 13:25 |
| 4         | Lacey Evans | Bayley (c)                               | Pinfall   | 19:20 |
| Vencedora | Bayley      | —                                        | —         | —     |